# Lethu
Lethu (også Lethuoc, Leti; første halvdel af det 5. århundrede) var en langobardisk konge af slægten Leting der regerede i den første halvdel af det 5. århundrede. Han var den første af det letingske dynasti, opkaldt efter ham og gav langobarderne deres seks næste konger. ifølge Paulus Diaconus var han konge for en periode af 40 år. Han blev efterfulgt af hans søn Hildeoc.
På dette tidspunkt var langobarderne bosat i Noricum og havde da kun lige undgået at blive assimileret af bulgarerne